# Hala OSiR Bemowo
Hala OSiR Bemowo – hala sportowa znajdująca się przy ul. Obrońców Tobruku 40 w Warszawie, w dzielnicy Bemowo. 
Może pomieścić 2000 widzów. W hali swoje spotkania rozgrywają koszykarze klubu Legia Warszawa.

## Opis
Hala powstała na początku lat 90. XX wieku po zaadaptowaniu hangaru wojskowego z lat 50. XX wieku, znajdującego się przy lotnisku Bemowo, na obiekt sportowy. 
Koszykarze Legii Warszawa rozpoczęli korzystanie z niej od początku sezonu 1992/1993 (wcześniej grali na hali przy ulicy 29 Listopada). Początkowo, razem z koszykarzami, na hali swoje spotkania rozgrywali również zawodnicy siatkarskiej sekcji Legii Warszawa. Hala była modernizowana i rozbudowywana w latach 2014–2015 oraz 2018–2019. Jednym z użytkowników obiektu był również klub siatkówki kobiet Wisła Warszawa.
W 2024 roku zakończyła się rozbudowa i modernizacja hali. Powstały m.in. nowa strefa odnowy biologicznej oraz strefa VIP.
Na terenie zewnętrznym hali znajduje się strefa do street workout'u.